# فتيات (مجلة)
مجلة فتيات هي مجلة إماراتية شهرية مصورة مخصصة للفتيات تصدر عن المؤسسة العربية للصحافة والطباعة والنشر والتوزيع بالإمارات، وهي مجلة مستقلة كانت في السابق ملحقاً يصدر مع مجلة المرأة اليوم.
يتولى رئاسة التحرير ناصر الظاهري، صدر العدد الأول في مايو 2003م، وهي مجلة مترجمة عن مجلة أمريكية إيطالية باسم Witches يكتبها فرات فرانشيسكوارتيباني وأليزابيثا نيوني، ويتولى التحرير يمام سامي، وهي مأخوذة من شركة والت ديزني.
توجه المجلة إلى الفتيات في سن المراهقة، في كل عدد قصة كاملة تقوم بها خمس فتيات تتغير حياتهن عندما يكتشفن أن لهن قدرات خارقة تضعهن في مواقف ومغامرات. وحسب مقدمة العدد الأول فإن هذه المجلة صدرت عام 2001 في إيطاليا وقوبلت بالنجاح مما شجع على ترجمتها إلى لغات أخرى. وتعتبر هذه القصة المادة الرئيسية لكل عدد. تقل مساحة المسابقات وحلولها، إلا أنها تعتمد على نشر مساهمات القارئات في حدود ضيقة، مثل مسابقة التعرف على المجلة وهناك تسالي محدودة.
المجلة ملونة بكامل صفحاتها التي تصل إلى 82 صفحة بما فيها الغلاف وذات قطع 17×24 سم، وهناك مساحة إعلانات حول بضائع متعلقة بالفتيات، وغالباً ما يضم الغلاف إشارات إلى بعض المواد المنشورة داخل العدد، تخلو المجلة من شعار موجه إلى القارئات. للمجلة وكلاء توزيع في أنحاء العالم العربي. على غلافها بعض الإشارات عن مواد المجلة ومسابقاتها وشعار المجلة على الغلاف مجلة ثقافية تربوية شهرية.

## فريق العمل
ليس هناك كُتَّاب في المجلة باعتبار أن المحتوى جميعه مترجم من الإيطالية، إضافةً إلى تحقيقات أخرة مترجمة، مثل: كيف تكتسبين صداقات جديدة؟ ودعوة إلى فنجان شاي، وكلام الأبراج.